# Esmond Martin
Pour les articles homonymes, voir Martin.
Esmond Bradley Martin est un géographe et conservationniste américain, expert du trafic d'ivoire, né le 17 avril 1941 à New York et mort le 4 février 2018 à Nairobi.

## Biographie
Géographe de formation, Esmond Bradley Martin est un expert mondialement connu du commerce de l'ivoire et de corne de rhinocéros. Il a notamment été envoyé spécial des Nations unies pour la conservation des rhinocéros. Militant pour une réduction de la demande en ivoire pour assécher le marché, il participe notamment à l'arrêt par la Chine du commerce de corne de rhinocéros en 1993 puis d'ivoire en 2017.

### Mort
Le 4 février 2018, Esmond Bradley Martin meurt poignardé à son domicile de Nairobi au Kenya où il vivait depuis des décennies.